# Tănase Satnoianu
Tănase Satnoianu (n. 4 iulie 1952) este un deputat român în legislatura 2000-2004, ales în județul Prahova pe listele partidului PRM.

## Legături externe
- Tănase Satnoianu Arhivat în 26 februarie 2024, la Wayback Machine. la cdep.ro